# HomePod Mini
HomePod Mini (стилізовано як HomePod mini) — розумна колонка, розроблена Apple Inc. HomePod Mini була випущена 16 листопада 2020 року. У формі 4-дюймової кулі, вона була випущена як менша і дешевша версія розумної колонки HomePod від Apple, яка зараз знята з виробництва.

## Огляд
HomePod Mini працює на базі системи в комплекті Apple S5, яка також використовується в Apple Watch Series 5 і SE. Це покращує інтеграцію Continuity та Handoff, дозволяє Siri розпізнавати до шести голосів людей і персоналізувати відповіді на кожен з них, а також додає функцію інтеркому, яка також доступна на iPhone, iPad та Apple Watch, що дозволяє користувачам з кількома HomePod спілкуватися один з одним в різних кімнатах.
Бездротові можливості HomePod Mini включають Wi-Fi 802.11n, Bluetooth 5 і надширокосмуговий чип для близькості пристрою та передачі AirPlay Handoff. Він підтримує мережевий протокол Thread, який підтримується робочою групою Connected Home over IP.
Він має невідʼєднуваний кабель USB-C і поставляється з адаптером живлення на 20 Вт.
Він призначений для роботи при температурах від 0° до 35 °C при відносній вологості від 5 % до 90 % (без конденсації); і на висоті до 10 000 футів (3 000 м).
Він сумісний з пристроями під керуванням iOS 14 та iPadOS 14 і пізніших версій версій. tvOS 15 дозволяє Apple TV використовувати HomePod Mini як динамік з підтримкою стереопари.
18 жовтня 2021 року Apple оголосила, що до існуючих сірих і білих моделей у лінійці буде додано синя, помаранчева та жовта версії. Нові кольори мають тонований сенсорний дисплей, який є більш світлим відтінком кольору корпусу, і плетений кабель також забарвлений відповідно.

## Продажі
У першому кварталі 2021 року було продано приблизно 2,18 мільйона одиниць HomePod Mini, що становить 91 % продажів розумних колонок Apple разом з оригінальним HomePod. У другому кварталі 2021 року було продано 2,5 мільйона одиниць по всьому світу, а в третьому — 4 мільйони.